# ツバメタオル
ツバメタオル株式会社は、大阪府泉佐野市に本社を置く、タオル製品全般を製作、販売している企業である。

## 概要
泉佐野の地場産業である「泉州タオル」を生産する企業の一つ。製造工程での化学薬品の使用を減らした「有機精練工程」が 2008年日経ものづくり大賞 を受賞。年間生産量はフェースタオル換算で2000万枚。

### 事業所
- 東京店
- 熊本営業所
- 熊本工場

### 沿革
- 1892年 綿布の染晒業を開始
- 1903年 錦糸を供給し産元として製造、販売を開始
- 1912年 手織機によるタオルの製造・販売を開始
- 1913年 合名会社に改組
- 1962年 ツバメタオル株式会社を設立
- 1967年 九州ツバメタオルを設立
- 1968年 熊本営業所開設
- 1987年 商品センター竣工
- 1991年 流通団地に熊本支店開設
- 1996年 東京事務所開設

## 脚註
1. 1 2  ツバメタオル株式会社 第62期決算公告
2. ↑  表彰事業：NIKKEI EVENTS GUIDE（日本経済新聞社）
3. ↑  会社概要ツバメタオルホームページ2013年2月15日閲覧